# 2019冠状病毒病北京市疫情时间线 (2021年)
本条目介绍2019冠状病毒病疫情于2021年在北京市的情况和确诊病例。

## 2021年1月

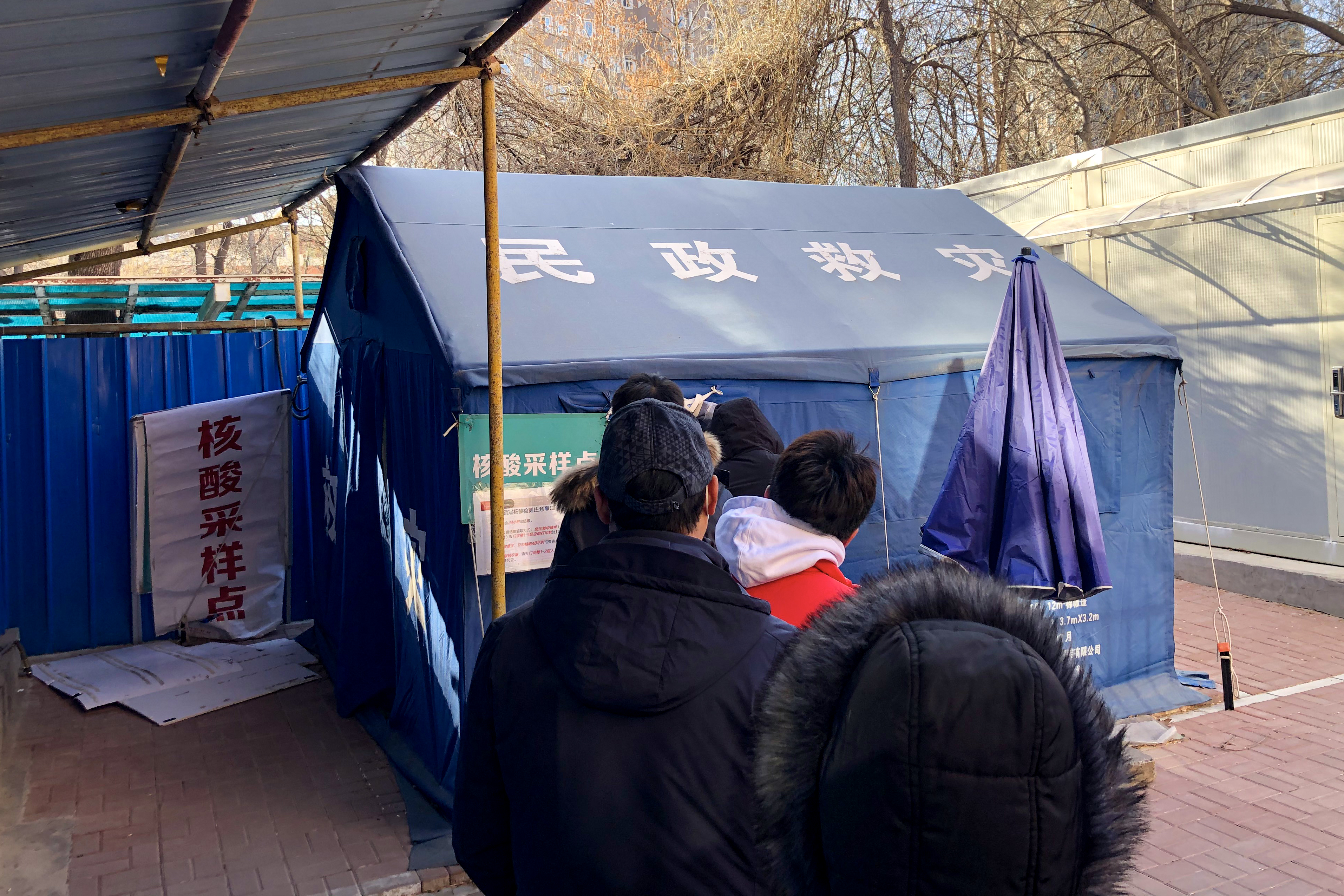
1月7日，北京市海淀医院的“愿检尽检”（自费）核酸采样点

1月1日，顺义区南彩镇南彩村调整为中风险地区。北京市政府新闻发言人徐和建表示，疫情防控期间新入职人员须持3日有效的核酸检测证明。順義區宣布停辦所有聚集性商業活動，禁止集體性聚餐、年會等活動，並暫停開放影劇院、游泳館等人員聚集場所，防止人員群聚。当日，北京市新增1例本地确诊病例。
1月2日，顺义区仁和镇河南村列为中风险地区。北京市政府新闻发言人徐和建在发布会上称，顺义区局部聚集性疫情初步得到控制。当日，北京市新增1例本地确诊病例，为8个月女婴；新增1例境外输入确诊病例，为从巴基斯坦乘坐CA946航班，于2020年12月18日到达首都机场的人员。
1月3日，北京市新增2例本地确诊病例、1例无症状感染者。
1月4日，北京市新增1例本地确诊病例。
1月5日，北京市委宣传部副部长、市政府新闻办主任、市政府新闻发言人徐和建介绍，首都严格进京管理联防联控协调机制决定对入境进京人员实施“14+7”健康管理措施。当日，北京市新增1例本地确诊病例，无新增疑似病例和无症状感染者；无新增境外输入确诊病例、疑似病例和无症状感染者；治愈出院1例。
1月7日，北京市新增1例本地确诊病例。顺义区北石槽镇西赵各庄村调整为中风险地区。
1月8日，北京市新增1例境外输入无症状感染者，治愈出院1例。当天起，北京市155个宗教活动场所全部暂停对外开放、暂停集体宗教活动。
1月9日，北京市新增1例本地确诊病例和1例无症状感染者，治愈出院2例。
1月10日，北京市新增1例本地确诊病例和4例无症状感染者，治愈出院1例。
1月11日起，顺义区赵全营镇联庄村升级为中风险地区。当日的发布会上介绍说，1月9日确诊病例隐瞒行程，拒不配合流调，否认相关部门协查核实的轨迹信息，对疫情防控造成极为不利影响。顺义区全區農村地區實行封閉式管理。当日，北京市新增1例本地确诊病例。
1月13日，北京市疾控中心副主任龐星火表示，2020年12月暴发的朝陽區小规模疫情共由1宗境外輸入病例及3宗本土確診病例組成，最初的患者來自香港，其在隔離期滿後發病，並使同一間酒店內另外兩人受感染，然後病毒再循食物外包裝擴散，再使第四宗病例出現。朝阳区汉庭酒店大山子店（包括底商）自当日起调整为低风险地区。当日，北京市新增1例境外输入确诊病例，为1月12日从塞尔维亚经丹麦转机抵达北京首都机场的旅客。
1月15日，北京市公安局副局长、新闻发言人潘绪宏介绍，顺义区确诊病例王某某因存在涉嫌妨害传染病防治的情形，已于1月11日被顺义公安分局依法立案侦查。当日，北京市新增2例本地确诊病例。
1月16日，顺义区北石槽镇北石槽村调整为中风险地区，顺义区仁和镇河南村调整为低风险地区。当日，北京市新增2例本地确诊病例。
1月17日，北京市新增2例本地确诊病例（均位于大兴区天宫院街道），新增1例境外输入确诊病例。
1月18日，大兴区天宫院街道融汇社区调整为中风险地区，顺义区南法信镇西杜兰村调整为低风险地区。当日，北京市新增1例本地确诊病例和1例无症状感染者，治愈出院1例。
1月19日，北京市新增7例本地确诊病例（大兴区天宫院街道融汇社区6例，顺义区北务镇南辛庄户村1例），治愈出院2例。
1月20日，大兴区天宫院街道融汇社区、天宫院社区、天宫院西里社区、天宫院中里社区、天宫院南里社区实施严格封闭管控，其他社区实施严格封闭管理，管辖区域内所有公共场所全部关闭。大兴区全区开展全员核酸检测和症状排查，区内所有人员原则上禁止离京，出京人员须持3日内核酸检测阴性证明，全区校外培训机构全部关停，中小学、幼儿园学生一律居家学习生活。北京公交对途径天宫院地区的6条公交线路采取甩站措施。北京地铁天宫院站自当天首班车起封闭，直至另有通知时止。同日10时15分起，生物医药基地站采取封闭停止运营措施，当天15时40分恢复运营。当天，大兴区天宫院街道融汇社区的风险等级调整为高风险地区，顺义区高丽营镇张喜庄村调整为低风险地区。同日举办的北京市新型冠状病毒肺炎疫情防控工作第215场新闻发布会透露，1月17日大兴区报告2例本地确诊病例的新冠病毒均属于L基因型欧洲家系分支1（B.1.1.7），为同一传播链，与北京市既往报告的本地病例和境外输入病例的病毒不存在基因关联性，与近期国内其他省份本地病例的病毒不存在基因关联性，与英国发现的新冠病毒变异株高度同源，经中国疾控中心复核为英国发现的新冠病毒变异株，感染来源初步判断为境外输入。当日，北京市新增2例本地新冠肺炎确诊病例（均在大兴区天宫院街道融汇社区），新增1例境外输入确诊病例，治愈出院2例。
1月21日，北京市新增3例本地确诊病例（均在大兴区天宫院街道融汇社区）和1例无症状感染者，新增2例境外输入无症状感染者。
1月22日，顺义区北石槽镇西赵各庄村调整为低风险地区。当日，北京市新增3例本地确诊病例（均在大兴区天宫院街道融汇社区），治愈出院1例。
1月23日，北京市新增2例本地确诊病例（均在大兴区天宫院街道融汇社区）。
1月24日，北京市新增3例本地确诊病例（均在大兴区天宫院街道融汇社区）。
1月25日，北京市新增2例本地确诊病例（均在大兴区天宫院街道融汇社区），治愈出院2例。
1月26日，北京市新增4例本地确诊病例（均在大兴区天宫院街道融汇社区），治愈出院4例。

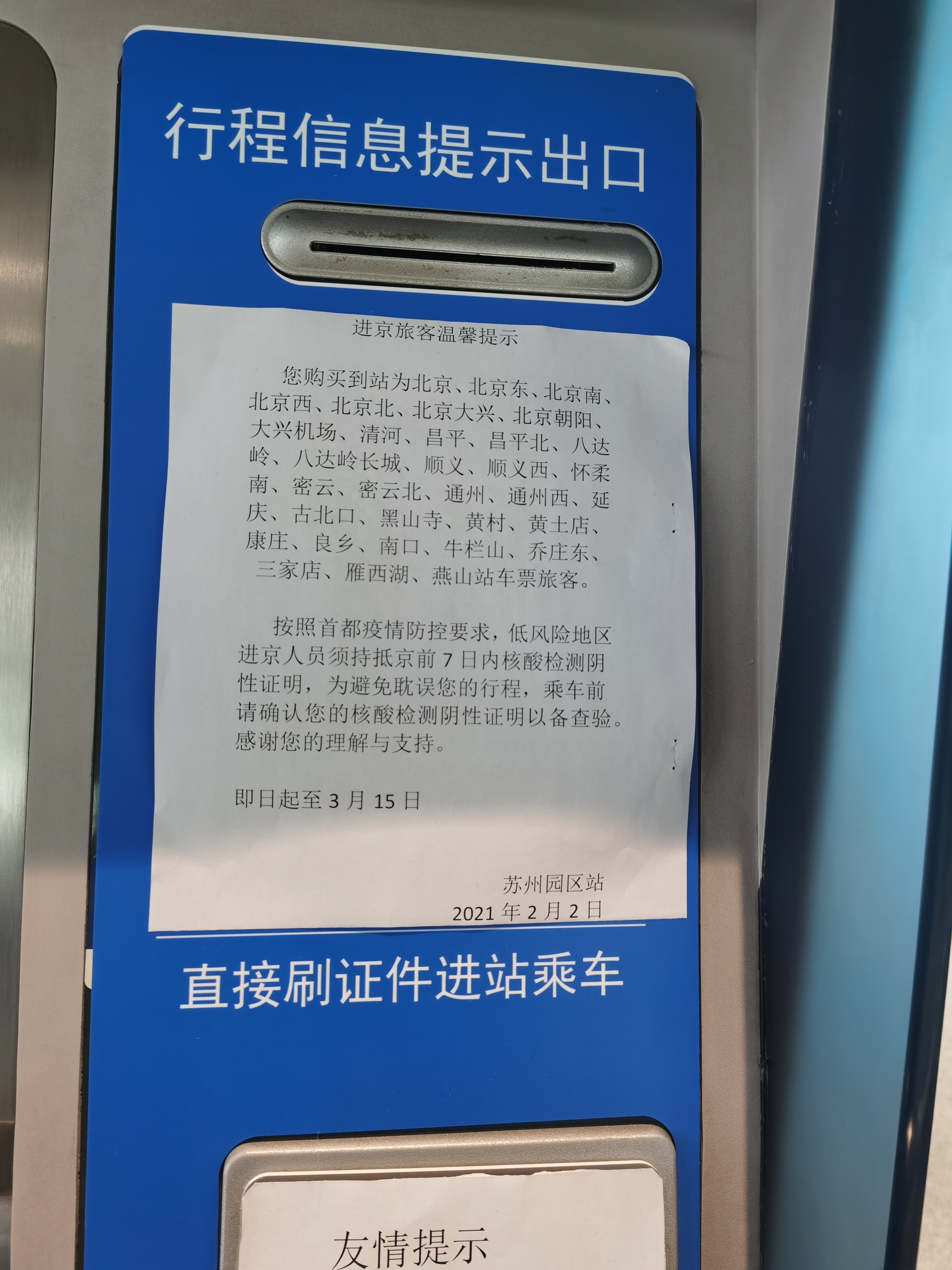
自2021年1月28日起至3月15日止，所有低风险地区人员进返京须持抵京前7日内核酸检测阴性证明。图为江苏省苏州园区站自助票务终端张贴的温馨提示

1月27日起，根据北京市政府要求，由香港直航入境北京的旅客，必須持有7天內有效核酸檢測陰性結果證明，且由香港特區政府認可的的本地醫療檢測機構發出的。在北京市疫情防控第222场例行新闻发布会上，北京市政府新闻发言人徐和建介绍，中高风险地区及全域实行封闭管理的人员，原则上不能进京。确需进京的须经当地省级疫情防控部门批准，持72小时内核酸检测阴性证明。另外在1月28日至3月15日期间，低风险地区人员进返京须持抵京前7日内核酸检测阴性证明，抵京后实行14天健康监测，满7天、满14天各开展一次核酸检测。
1月28日，北京市新增1例本地确诊病例和1例疑似病例。
1月29日，北京市新增1例本地确诊病例（在大兴区天宫院街道融汇社区），治愈出院3例。顺义区赵全营镇联庄村、北石槽镇北石槽村调整为低风险地区。
1月31日，北京市新增2例境外输入确诊病例。

## 2021年2月
2月1日，北京市新增1例境外输入确诊病例。
2月3日，北京市新增5例境外输入确诊病例。
2月6日，北京市新增2例境外输入确诊病例。自当日起，大兴区天宫院地区部分社区（村）解除封闭管理。
2月9日，大兴区天宫院街道融汇社区调整为低风险地区，至此北京市中高风险地区全部清零，地铁天宫院站也于次日上午10时恢复运营。
2月21日，北京市新增1例境外输入确诊病例，为在加拿大留学的中国籍旅客。
2月28日，北京市新增2例境外输入确诊病例。

## 2021年3月
3月16日零时起，国内低风险地区人员进返京不再需要持抵京前7日内核酸检测阴性证明，抵京后不再实行14天健康监测，满7天、满14天不再进行核酸检测，持健康通行码“绿码”，在测温正常且做好个人防护的前提下可自由有序进返京。

## 2021年4月

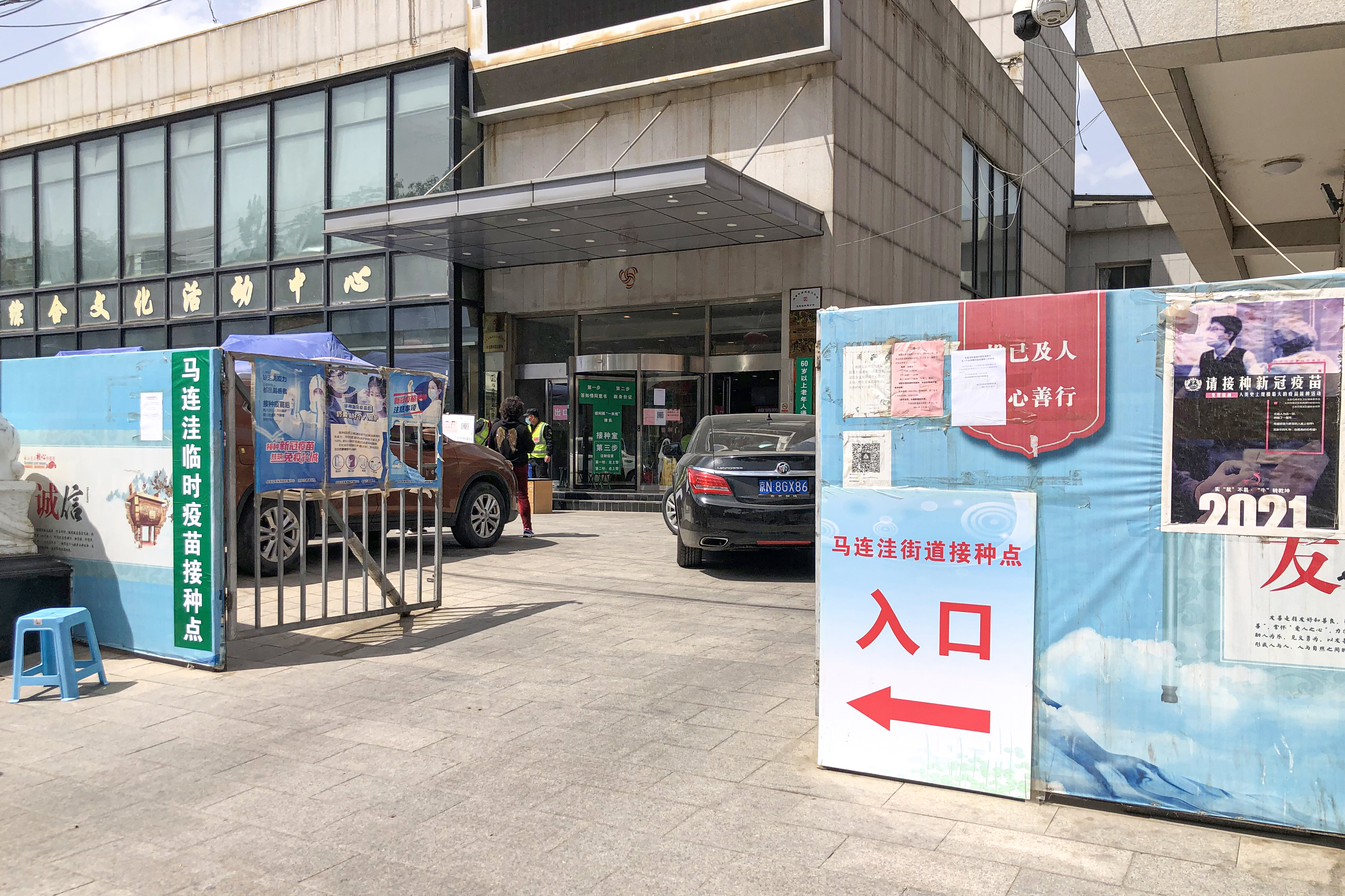
位于天秀花园的马连洼街道临时接种点，门口贴有多张疫苗接种宣传海报

4月2日，北京市新增1例境外输入确诊病例，为自加拿大入境的旅客。
4月3日，北京市新增1例境外输入确诊病例，为2日新增确诊病例的儿子；治愈出院1例，本地在院治疗的确诊病例全部清零。
4月4日，北京市新增1例境外输入确诊病例，为自瑞典入境的旅客。
4月6日，北京市新增1例境外输入确诊病例，为自瑞典入境的旅客。
4月8日，北京市新增1例境外输入确诊病例，为自希腊入境的旅客。
4月9日，北京市新增1例境外输入确诊病例，为自加拿大入境的旅客。
4月10日，北京市新增1例境外输入确诊病例，为4月4日境外输入确诊病例的密切接触者。
4月11日，新增1例境外输入确诊病例，为自香港入境的旅客。

## 2021年5月
5月22日，北京市新增1例境外输入确诊病例，为自瑞典入境的旅客。
5月26日，北京市新增1例境外输入确诊病例，为自津巴布韦入境的旅客。

## 2021年6月
6月2日，北京市新增1例境外输入确诊病例，为自意大利入境的旅客。
6月3日，北京市新增1例境外输入确诊病例，为自加拿大入境的旅客。
6月4日，北京市新增2例境外输入确诊病例，均来自希腊。
6月5日，北京市新增1例境外输入确诊病例、1例无症状感染者。
6月7日，北京市新增1例境外输入确诊病例，为自瑞典入境的旅客。
6月8日，北京市新增2例境外输入确诊病例，均为自希腊入境的旅客。
6月11日，北京市新增1例境外输入确诊病例，为自希腊入境的旅客。
6月13日，北京市新增1例境外输入确诊病例，为自津巴布韦入境的旅客。
6月14日，北京市新增1例境外输入确诊病例，为自阿联酋入境的旅客。
6月16日，北京市新增1例境外输入确诊病例，为自英国出发经丹麦转机入境的旅客。
6月18日，北京市新增1例境外输入确诊病例、5例无症状感染者。
6月20日，北京市新增2例境外输入确诊病例，均来自塞尔维亚。
6月24日，北京市新增1例境外输入确诊病例，来自英国。
6月26日，北京市新增1例境外输入确诊病例，为自阿联酋入境的旅客。
6月27日，北京市新增1例境外输入确诊病例，为自阿联酋入境的旅客。

## 2021年7月
7月12日，北京市新增1例境外输入确诊病例，为自希腊入境的旅客。
7月17日，北京市新增4例境外输入确诊病例、4例境外输入无症状感染者。
7月18日，北京市新增1例境外输入确诊病例、2例境外输入无症状感染者。
7月19日，北京市新增1例境外输入无症状感染者转确诊病例。
7月25日，北京市新增1例境外输入确诊病例，为台湾输入。
7月27日，北京市新增1例境外输入确诊病例，4例境外输入无症状感染者。
7月28日，北京市新增1例京外关联本地新冠肺炎确诊病例。该病例住昌平区回龙观龙跃苑二区，为昌平区生命科学园某保险集团员工。7月20日前往湖南张家界等地旅游，7月25日返京，7月26日出现发热等症状。7月28日到医院发热门诊就诊，核酸检测结果为阳性，综合流行病史、临床表现、实验室检测和影像学检查等结果，当日诊断为确诊病例，临床分型为轻型，已转至定点医院隔离治疗。
7月29日，北京市新增1例京外疫情关联新冠肺炎确诊病例，系前一确诊病例的妻子，为海淀区双清路某技术公司员工。病例发现后，昌平区连夜封控管理确诊病例居住的小区龙跃苑二区及周边9个小区，约4.1万人，全部按要求落实管控措施。

## 2021年8月
8月1日，北京市新增2例京外关联本地新冠肺炎确诊病例和1例无症状感染者，均为湖南省张家界返京人员，来自同一家庭。当天，北京市升级首都国际机场、大兴国际机场防控措施。提升进京管控等级，严控中高风险地区人员进京，对出现病例地区的人员限制进京，暂停来京航班、列车、客车班线。另外，北京市新增4例境外输入确诊病例和2例无症状感染者。
8月2日，北京新增1例京外关联本地新冠肺炎确诊病例，为7月29日公布确诊病例的密切接触者。
8月4日0时至12时，北京市新增3例京外疫情关联本地新冠肺炎确诊病例，均为8月1日公布房山区确诊病例的密切接触者，其中2例为确诊病例亲属，有湖南省张家界市旅行史，1例为确诊病例同航班密切接触者。
8月8日，北京市新增3例境外输入确诊病例和10例无症状感染者。
8月10日，北京市新增1例京外关联本地新冠肺炎无症状感染者转确诊病例。
8月15日，北京市新增2例境外输入确诊病例。
8月17日，北京市新增2例境外输入确诊病例和1例境外输入无症状感染者。
8月18日，北京市新增1例境外输入确诊病例。
8月19日，北京市新增2例境外输入确诊病例和1例境外输入无症状感染者。
8月20日，北京市新增2例境外输入确诊病例和2例境外输入无症状感染者。
8月21日，北京市新增1例境外输入确诊病例。
8月22日，北京市新增2例境外输入确诊病例。
8月30日，北京市新增1例境外输入确诊病例和1例无症状感染者，新增境外输入确诊病例为8月29日境外输入疑似病例转为确诊病例。
8月31日，北京市新增1例境外输入确诊病例。

## 2021年9月
9月4日，北京市新增1例境外输入确诊病例。
9月13日，北京市新增1例境外输入确诊病例。
9月24日，北京市新增1例境外输入确诊病例。
9月26日，北京市新增3例境外输入确诊病例和2例无症状感染者。
9月30日，北京市新增1例境外输入确诊病例。

## 2021年10月
10月3日，北京市新增1例境外输入确诊病例。
10月6日，北京市新增1例境外输入确诊病例。

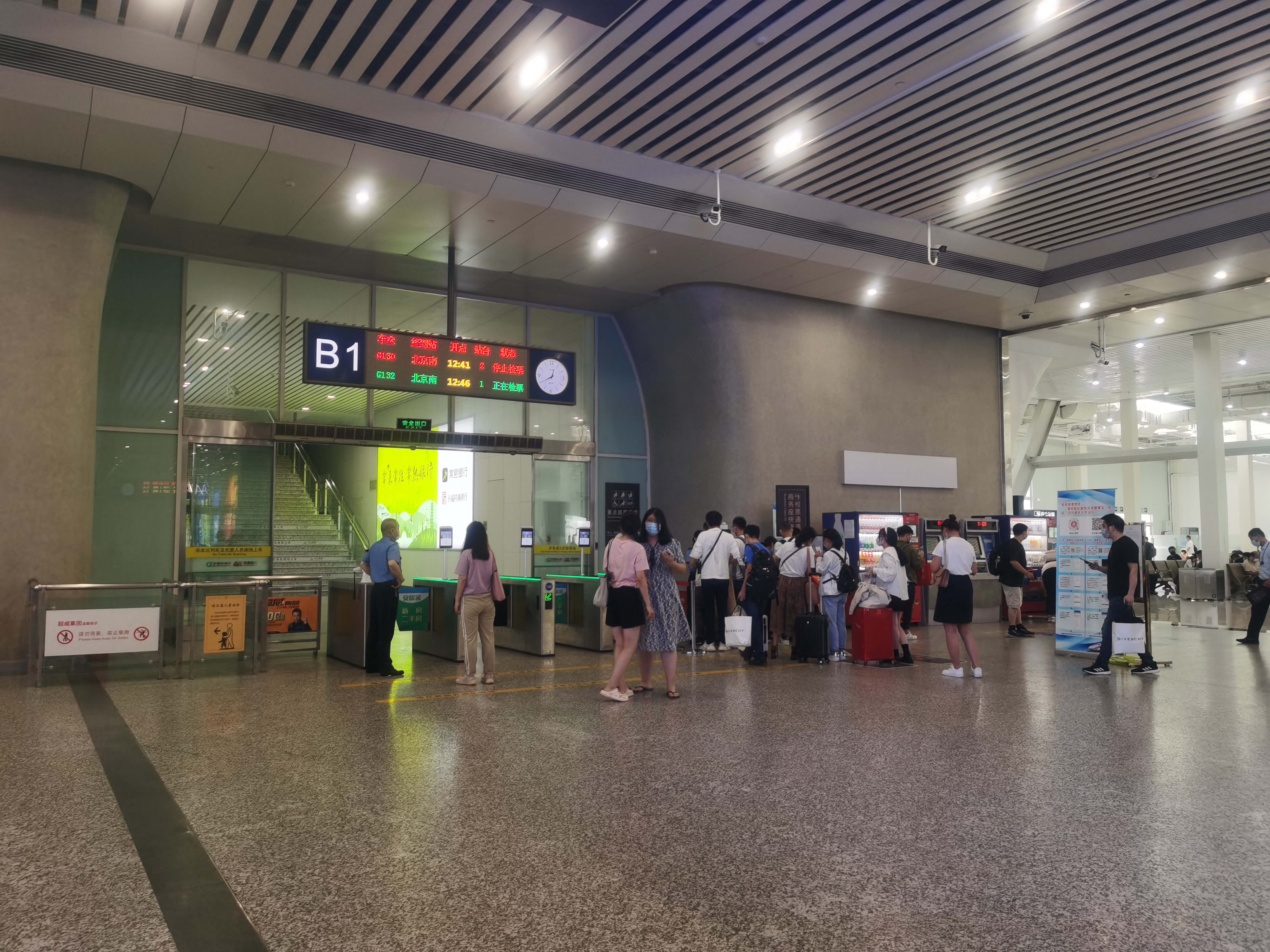
苏州北站B1检票口，根据规定，所有进京旅客登车前须在出发站查验“北京健康宝”绿码（2021年10月10日）

10月12日，北京市新增1例境外输入确诊病例。
10月16日，北京市新增1例境外输入新冠肺炎确诊病例。
10月19日0时至13时，北京新增1例京外关联输入本地新冠肺炎确诊病例，新增病例户籍甘肃省武威市，现住丰台区恒富中街，长期在甘肃省武威市居住。北京市丰台区副区长张婕介绍，丰台区进入疫情防控紧急状态，全区各单位停止休假，工作人员全部返岗。
10月21日0时至14时，北京新增1例京外关联本地新冠肺炎确诊病例。确诊病例为10月19日确诊病例之妻。
10月22日2时，北京昌平区疾控中心报告4例内蒙古旅游返京人员新冠病毒核酸检测阳性，之后通报均确诊。昌平区北七家镇宏福苑社区定为中风险地区。同日，海淀区发布通知，要求区属校外教育机构于22日-24日暂停所有课程及线下活动，具体复课时间另行通知。
10月23日0时至11时，北京新增3例京外关联本地新冠肺炎确诊病例。北京市各区将通过敲门行动等各种方式，开展重点地区进返京人员大排查。同日，北京市疾控中心副主任庞星火通报称，经北京市疾控中心评估，即日起北京昌平北七家镇宏福苑社区由中风险地区调为高风险地区，而全市其他地区仍为低风险地区。当日发布会通报称，此次疫情涉及自驾游旅行团共5人，目前已全部确诊。旅行团中的1名成员于10月15日即出现发热症状，其妻子于10月19日也出现发热至39℃，两人均未到正规医疗机构发热门诊就医，且发病后先后两次邀请朋友到家中打牌，目前共同打牌的朋友中已有2人确诊。当日下午，经昌平区卫生健康委、昌平区市场监督管理局和北京市公安局昌平分局相关部门调查，10月17日，北京通报确诊病例曾至药房购买过“四类药品”，涉事的两家药房在销售退热、止咳类等“四类药品”时，未登记顾客身份信息，未要求顾客扫健康码、测温等，购买“四类药品”信息未上传至实名登记平台，两家药店存在药品购销记录信息不完整，药店疫情防控主体责任落实不到位的情况。北京福瑞康郑连平诊所存在医师违规开具预防11类症状相关药品的处方的行为。昌平区市场监督管理局拟依据《中华人民共和国药品管理法》给予药房吊销《药品经营许可证》的行政处罚，昌平区卫生健康委拟依据《处方管理办法》的相关规定，对医师进行行政处罚，对北京福瑞康郑连平诊所责令关停。同日12时至24日15时，北京市新增5例京外关联本地新冠肺炎确诊病例和1例京外关联本地新冠肺炎无症状感染者。新增1例境外输入新冠肺炎确诊病例。
10月24日起，4条跨京冀运行公交线路880路、880快、898路、899路采取停运或缩线运行的措施。当日举行的北京市新闻发布会上，北京市公安局副局长、新闻发言人潘绪宏介绍，两名确诊病例陈某林、刘某敏未向所在社区主动报告，未前往正规医院进行核酸检测和接受正规医学治疗，公安机关已对陈某林、刘某敏刑事立案侦查；昌平区宏福苑西区“德盛康大药房十一分店”负责人杨某、宏福苑小区“高远百康大药房”负责人王某娴未依照规定进行药品销售信息实名登记，造成新冠疫情传播危险，公安机关已分别对杨某、王某娴刑事立案侦查。北京市同时对进京人员实施管控，对有1例及以上本土新冠感染者的县及14日内有该县旅居史的人员，严格限制进京、返京；有1例及以上本土新冠病毒感染者所在地级市的其他县人员，非必要不进京，不返京。确需进京的需持北京健康宝绿码和48小时内核酸检测阴性证明，抵京后进行14天健康监测；对其他口岸入境进京人员需在入境口岸所在地隔离观察满21天方可入京。
10月24日16时至25日15时，北京市新增2例京外关联本地新冠肺炎确诊病例、1例京外关联本地新冠肺炎无症状感染者和1例核酸检测阳性者，同时昌平区东小口镇森林大第家园社区定为中风险地区。北京市委宣传部副部长、市政府新闻办主任、市政府新闻发言人徐和建表示，在京人员近期非必要不出京，市民群众最大限度减少出京旅游活动，京内景点严格控制预约人数。25日，北京市共計新增3例京外关联本地新冠肺炎确诊病例和1例境外输入新冠肺炎确诊病例。
10月26日，北京新增3例京外关联本地新冠肺炎确诊病例。
10月27日15时至28日14时，北京市新增5例本土新冠肺炎确诊病例和2例无症状感染者；新增1例境外输入确诊病例和1例无症状感染者。当日北京市新增1例境外输入确诊病例。10月28日15时至29日14时，北京新增2例本土新冠肺炎确诊病例，当日新增1例境外输入确诊病例和1例无症状感染者转确诊病例。
10月29日15日至30日16时，北京新增1例本土新冠肺炎确诊病例。

## 2021年11月

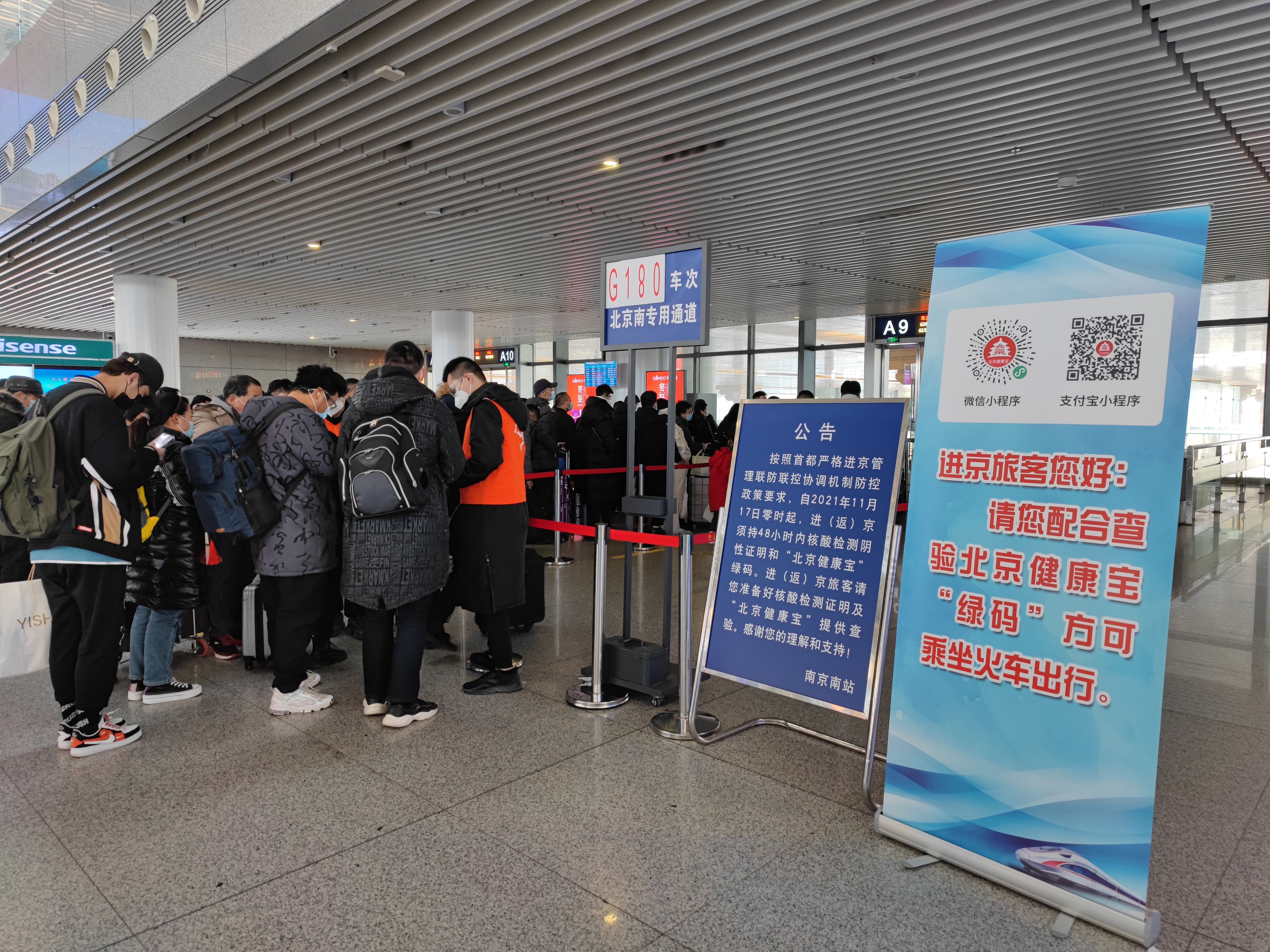
南京南站检票口处的北京健康宝查验点，根据北京市的要求，2021年11月17日起出发地车站应当在进京旅客登车前查验其绿码和核酸检测阴性证明

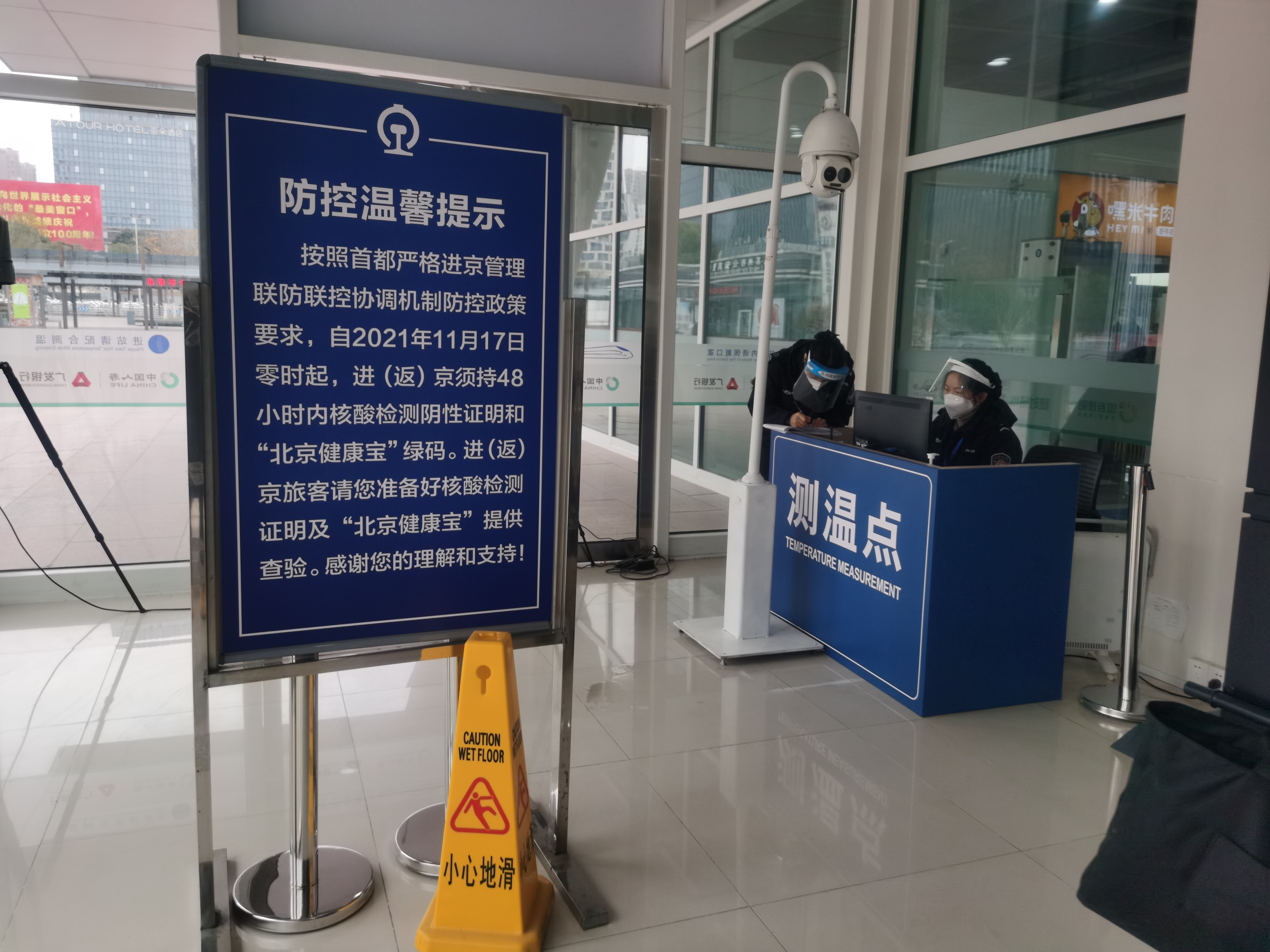
苏州北站入口处的疫情防控提示牌，要求所有进京旅客须在出发地车站查验其绿码和核酸检测阴性证明

11月1日0时至14时，北京新增1例本土新冠肺炎确诊病例。同日，朝阳区接昌平疾控部门通报，昌平区2名人员核酸检测结果分别呈阳性和单基因阳性，其活动点位涉及花家地实验小学朝来校区和陈经纶中学分校。此外，北京市新增1例境外输入确诊病例和1例无症状感染者。
11月2日0时至11时，北京市新增4例本土新冠肺炎确诊病例。截至当日24时，北京市新增8例本土确诊病例和1例无症状感染者转确诊病例。
11月6日，针对昌平区北七家镇宏福苑社区发生局部聚集性疫情，昌平区纪委监委对昌平区北七家镇党委及相关人员做出不同程度的处理。当日北京市新增1例境外输入确诊病例。
11月7日，北京市新增1例本土确诊病例。
11月8日，北京市新增1例境外输入新冠肺炎确诊病例。
11月9日，北京市新增1例境外输入确诊病例。
11月10日，昌平区北七家镇宏福苑社区降为中风险地区，北京市高风险地区清零。当日北京新增2例本土确诊病例，均为11月10日吉林省通报确诊病例的在京密切接触者。
11月11日凌晨，海淀区西三旗富力桃园C区涉及一例确诊病例的密切接触者及其同住家人5人核酸检测均为阳性，其中4人已确诊，1人为无症状感染者。当日，中石油相关负责人在新闻发布会上称，“吉林病例”10月20日到京后，参加了三次会议，共计111人与其共同参会。截至当日，包括“吉林病例”在内，共有4名中石油员工核酸检测阳性，其中1名员工共同居住家属有4人感染。中石油随后立即启动应急预案，开展相关点位环境采样，进行采样后环境消杀，对重点办公区域和场所进行封控，并组织对在京单位员工进行核酸检测，且在京系统已全部进入应急状态。
11月12日，北京市海淀区接报，马连洼街道菊园小区1人核酸检测结果为阳性，其后被确诊。新增1例境外输入确诊病例。
11月13日，北京市新型冠状病毒肺炎疫情防控工作新闻发布会上通报，自11月17日零时起，进返京人员须持48小时核酸阴性证明和“北京健康宝”绿码。环京地区通勤人员，在该措施执行后首次进返京须持48小时内核酸检测阴性证明，此后每次进返京持14日内核酸检测阴性证明。
11月15日0时至14时，北京市新增1例本土新冠肺炎确诊病例。
11月16日，北京市新增1例境外输入确诊病例和2例无症状感染者。
11月17日，北京市新增3例境外输入确诊病例。
11月18日，北京冬奥组委新闻宣传部部长赵卫东表示，北京冬奥组委疫情防控办公室16日接延庆区疾控中心报告，1名来华参加雪橇国际训练周和雪橇世界杯的外籍运动员在每日例行核酸检测中结果呈阳性，被认定为无症状感染者。此前已发现两例境外运动员核酸检测阳性病例和无症状感染者病例。
11月20日，北京市新增1例境外输入确诊病例。

## 2021年12月
12月2日，海淀区1名哈尔滨市来京人员核酸检测结果为阳性。海淀区已第一时间启动应急响应，立即开展流调排查，对相关人员活动涉及琨御府东区采取管控措施，启动相关区域人员核酸检测。该个案其后被确诊。另外当日北京市新增2例境外输入确诊病例和2例无症状感染者。
12月6日，北京市新增1例境外输入确诊病例和1例境外输入无症状感染者。
12月9日，北京市新增1例境外输入确诊病例和1例境外输入无症状感染者。
12月12日，北京市新增2例境外输入确诊病例。
12月16日，北京市新增1例境外输入确诊病例。
12月17日，北京市新增1例境外输入确诊病例和1例境外输入无症状感染者。
12月19日，北京市通州区宋庄镇小堡村华卿画室一名学生核酸检测结果阳性，该学生14日从西安进京。随后，华卿画室封闭，画室外拉警戒线，现场交通管制。当日北京市新增1例本土确诊病例，新增3例境外输入确诊病例。
12月20日，北京市新增1例境外输入确诊病例。
12月25日，北京市新增1例境外输入无症状感染者转确诊病例和1例无症状感染者。
12月26日，北京市新增2例境外输入确诊病例。
12月29日，北京市新增1例境外输入确诊病例。
12月31日，北京市新增2例境外输入确诊病例。